# Dekanat kołomieński
Dekanat kołomieński – jeden z 48 dekanatów eparchii moskiewskiej obwodowej Rosyjskiego Kościoła Prawosławnego. Obejmuje cerkwie położone w rejonie kołomieńskim obwodu moskiewskiego. Funkcjonuje w nim siedemnaście cerkwi parafialnych miejskich, dwadzieścia siedem cerkwi parafialnych wiejskich, trzynaście cerkwi filialnych, cerkiew domowa, dwie cerkwie-baptysteria i sześć kaplic.
Funkcję dziekana pełni protojerej Władimir Pachaczow.

## Cerkwie w dekanacie[1]
- Cerkiew Świętych Kosmy i Damiana w Andriejewce
- Cerkiew Zaśnięcia Matki Bożej w Andriejewskim
- Cerkiew Narodzenia Pańskiego w Apraksinie
- Cerkiew Kazańskiej Ikony Matki Bożej w Bogdanowce
- Cerkiew Narodzenia Matki Bożej w Bogorodskim
- Cerkiew św. Teodora Stratylatesa w Bolszym Kołyczewie
- Cerkiew Zmartwychwstania Pańskiego w Wasiljewie

Cerkiew św. Serafina z Sarowa w Wasiljewie
- Cerkiew Narodzenia Pańskiego w Gołołobowie

Cerkiew domowa św. Jerzego w Gołołobowie
Kaplica Przemienienia Pańskiego w Gołołobowie
- Cerkiew św. Mikołaja w Gorkach
- Cerkiew Kazańskiej Ikony Matki Bożej w Grajworonach
- Cerkiew św. Mikołaja w Dariszczach
- Cerkiew Opieki Matki Bożej w Dubrowie
- Cerkiew Objawienia Pańskiego w Kołomnie

Cerkiew Kazańskiej Ikony Matki Bożej w Kołomnie
Cerkiew Zwiastowania Matki Bożej w Kołomnie
Cerkiew Narodzenia Pańskiego w Kołomnie
Cerkiew-baptysterium św. Jana Chrzciciela w Kołomnie
- Cerkiew Trójcy Świętej na Riepnie w Kołomnie
- Cerkiew św. Michała Archanioła
- Cerkiew Świętych Piotra i Pawła w Kołomnie
- Cerkiew św. Nikity w Kołomnie

Kaplica św. Michała Archanioła w Kołomnie
- Cerkiew św. Jana Chrzciciela w Kołomnie

Cerkiew św. Michała Archanioła
- Cerkiew Wniebowstąpienia Pańskiego w Kołomnie
- Cerkiew Świętej Trójcy w Kołomnie

Cerkiew św. Aleksandra Newskiego w Kołomnie
- Cerkiew św. Michała Archanioła w Kołomnie

Cerkiew św. Jana Chrzciciela
- Cerkiew Opieki Matki Bożej w Kołomnie

Cerkiew św. Serafina z Sarowa w Kołomnie
- Cerkiew św. Jana Chryzostoma w Kołomnie
- Cerkiew Świętych Borysa i Gleba w Kołomnie
- Cerkiew św. Mikołaja w Kołomnie

Cerkiew św. Paraskiewy w Kołomnie
- Sobór Zaśnięcia Matki Bożej w Kołomnie

Cerkiew Tichwińskiej Ikony Matki Bożej w Kołomnie
Cerkiew Odnowienia Świątyni Zmartwychwstania Pańskiego w Jerozolimie w Kołomnie
- Cerkiew Trójcy Świętej w Kołomnie

Cerkiew-baptysterium św. Sergiusza z Radoneża w Kołomnie
- Cerkiew św. Eliasza w Kołomnie
- Cerkiew Podwyższenia Krzyża Pańskiego w Kołomnie

Cerkiew św. Dymitra Sołuńskiego w Kołomnie
- Cerkiew Opieki Matki Bożej w Łyscewie
- Cerkiew Opieki Matki Bożej w Małym Karasiewie
- Cerkiew Zaśnięcia Matki Bożej w Miaczkowie
- Cerkiew Ikony Matki Bożej „Znak” w Niepiecinie

Kaplica Spotkania Pańskiego w Niepiecinie
- Cerkiew Opieki Matki Bożej w Nikulskim

Kaplica Smoleńskiej Ikony Matki Bożej w Nikulskim
- Cerkiew św. Mikołaja w Parfientjewie

Kaplica Iwerskiej Ikony Matki Bożej w Parfientjewie
- Cerkiew św. Mikołaja w Pieskach

Cerkiew Świętych Cyryla i Metodego w Pieskach
Kaplica św. Mikołaja w Pieskach
- Cerkiew Trójcy Świętej w Piroczach
- Cerkiew św. Eliasza w Prussach
- Cerkiew Kazańskiej Ikony Matki Bożej w Radużnym
- Cerkiew św. Nikity w Siewierskim
- Cerkiew Wprowadzenia Matki Bożej do Świątyni w Czankach
- Cerkiew Zaśnięcia Matki Bożej w Czerkizowie
- Cerkiew św. Mikołaja w Czerkizowie
- Cerkiew Świętego Ducha w Szkinie